# Neuvy-Bouin
Neuvy-Bouin é uma comuna francesa na região administrativa da Nova Aquitânia, no departamento de Deux-Sèvres. Estende-se por uma área de 25,3 km². Em 2010 a comuna tinha 505 habitantes (densidade: 20 hab./km²).